# The Cosmic Connection
The Cosmic Connection: An Extraterrestrial Perspective (tạm dịch: Kết nối Vũ trụ: Viễn cảnh ngoài Trái Đất) là cuốn sách của nhà thiên văn học Carl Sagan do Jerome Agel xuất bản lần đầu tiên vào năm 1973. Có thêm ấn bản bổ sung sau này với sự đóng góp của Freeman Dyson, David Morrison và Ann Druyan được xuất bản vào năm 2000 có nhan đề Carl Sagan's Cosmic Connection (tạm dịch: Kết nối Vũ trụ của Carl Sagan). Cuốn sách này còn bao gồm những tác phẩm nghệ thuật của Jon Lomberg và các họa sĩ khác. The Cosmic Connection được Tạp chí Discover xếp hạng thứ 13 trong danh sách "25 cuốn sách khoa học hay nhất mọi thời đại" năm 2006.

## Tóm lược
Nội dung cuốn sách này bao gồm một số chủ đề được Sagan gói gọn chủ yếu tập trung vào khả năng có sự hiện diện của trí thông minh ngoài Trái Đất, khả năng tồn tại các nền văn minh tiên tiến hơn và sự phân bố của chúng tại thiên hà địa phương và trong vũ trụ. Ông mô tả những ý kiến mang tính giả thuyết về những trí tuệ tiến bộ hơn và quan điểm của họ về Trái Đất, cũng như việc giao tiếp với nhân loại. Bên cạnh đó, ông còn bàn về sự phổ biến của hiện tượng nhìn thấy UFO và nỗ lực về mặt toán học nhằm miêu tả xác suất của những sự kiện như vậy. Sagan cũng thảo luận về quan điểm của riêng mình về chiêm tinh học như một thứ giả khoa học.